# 阙丘二
阙丘二（麒麟座21），又名BD-00 1634，HD 55057、SAO 134316、HR 2707，是麒麟座的一颗恒星，视星等为5.45，位于銀經215.48，銀緯4.3，其B1900.0坐标为赤經7h 6m 16.9s，赤緯-0° 4.3′ 13″。